# Hofmark Habach
Die Hofmark Habach war eine Hofmark in Habach, einer Gemeinde im Landkreis Weilheim-Schongau in Bayern. 

## Geschichte

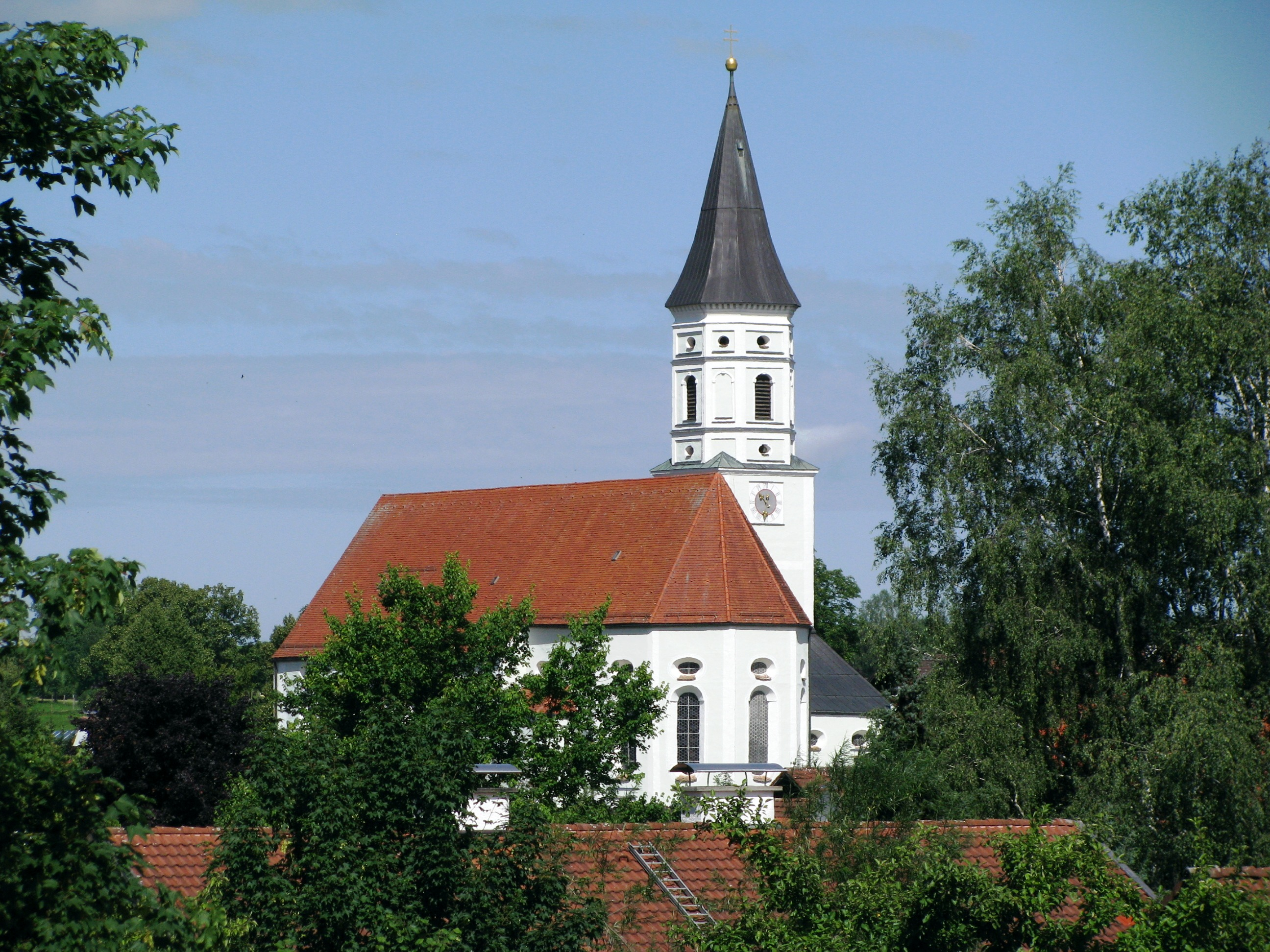
Ehemalige Stiftskirche St. Ulrich in Habach

Am 23. April 1330 verlieh Kaiser Ludwig der Bayer an das Kloster Habach das Hofmarksrecht. 
Bis zum 16. Jahrhundert wurde Jenhausen als Teil der Hofmark Habach geführt und danach gegen Hechendorf getauscht.
Das Kloster Habach und dessen offene Hofmark wurden 1802 säkularisiert.